# 食靈
《食靈GA-REI》（喰霊）是漫畫家瀨川初在《月刊少年Ace》上連載的日本漫畫作品，曾改編為電視動畫播出。從2005年10月26日開始到2010年1月26日結束連載，單行本全12卷，銷量在2010年累計超過七萬冊 。本作也在BOOK☆WALKER及Jmanga等電子漫畫平台上架。2017年美國編劇Craig Kyle在日本東京舉辦的Japan Content Showcase上宣布，其團隊目前正著手將原作漫畫真人電視劇化。
2008年10月，該漫畫的前傳動畫《食靈-零-》（Ga-Rei:Zero，喰霊-零-）在日本開播，動畫由日本動畫公司AIC Spirits與asread共同製作，全12話。其光碟也陸續於北美、英國代理發行，同時也登上Netflix等線上觀看平台。2018年官方開始進行動畫化10周年紀念活動，例如推出十周年藍光光碟等。2020年瀨川初的官方網站在1月24日透露，該系列將有一部名為《 Ga-Rei：Kizashi》的新小說，故事時間軸將更早於前傳動畫。

## 概要
內容緊湊的退魔動作漫畫，在《月刊少年Ace》（角川書店）2005年3月號雜誌上刊登單篇，自2005年12月號起開始連載。單行本全12集，中文版由台灣角川代理發行。
動畫版《食靈-零-》於2008年10月在日本開始播放、全12話，此作為原作漫畫前傳，動畫的故事發生在原作漫畫開頭的兩年前。

## 故事簡介
貳村劍輔扣掉能看見幽靈這點，可以說是一個普通的高中男生。但從他遇見使役巨大的靈獸消滅惡靈的少女土宮神樂後，加入秘密機構「對策室」， 於是大都會地下無休止的放課後退魔故事就這樣展開了。

## 登場人物

### 環境省-超自然災害對策室
貳村 劍輔（聲優：白石稔）
本編主角，因為能看見幽靈，所以從小就沒辦法好好的和別人相處。高一的某天，在被惡靈追殺時，與土宮神樂發生了衝擊性的邂逅（交通事故），而開始和她有所交集，成為對策室的新人打工成員。平時總是情緒高亢，常在衝動行事後才感到後悔。有時候會妄想。由於曾經練過護身用劍道，使用退魔刀舞蹴拾貳號作為武器，後來刀在日比谷公園事件中折斷，在拿到新的刀前暫時用退魔式鐵拳打杯28號代替，後來拿到新的退魔刀舞蹴Revolution。神樂稱呼他為小劍。受到幽靈喜愛，根據神樂所言，連白叡在他身邊都會變得比較安定。和姐姐兩個人一起生活，劍輔家的雙親在義大利開道場（似乎因為義大利有日本風潮而盛況空前）。身體被黃泉埋入了殺生石而得到驚人的再生能力和靈力。靠著土宮家的封印儀式防止惡靈化，但無法取出，加上妖力外洩，比以前更加受到幽靈喜愛。是個旱鴨子。體內寄宿著古來的退魔師的靈魂。
在動畫最後一集結局中登場。
土宮 神樂（聲優：茅原實里）
本篇女主角，3月22日生，牡羊座。體型纖瘦的美少女，在自古以來守護人們的帝家內部負責危險任務，時常和強大敵人對戰的土宮家第28代當主。身體中封印著最強靈獸白叡，靠著結印解放食靈作戰。不止能使役白叡，還能夠使用法術（不動明王火界咒）、體術和劍術等等作戰方式。受到殺生石的影響，擁有驚人的回復力。沒有同年代的朋友，而想和能夠與她共鳴的劍輔做朋友而轉到他們班（之前的班級因為無法融入而經常翹課）。擅長中長距離戰鬥的神樂和近距離的劍輔兩人配合度很好，基本上是兩人一起行動。左耳戴著殺生石耳環，在黃泉接近時能與其共鳴並得知方位。十分擅長打電動。原作漫畫中常常在吃Pocky餅乾棒，動畫中得知是受黃泉的影響。在連載短篇中戴隱形眼鏡，裸眼視力為0.02，曾在除靈時弄掉隱形眼鏡。在不滅者事件中差一點解除白叡的封印而留下後遺症，造成後來白叡失控，靠著劍輔的激勵成功的將其再次封印。後來帶著兩個殺生石作為靈力輔助。被土地神告知自己是白巫女。在獲得九尾妖力時令諫山黃泉復活，後因對策室要殺黃泉，與黃泉逃亡。
與《東京ESP》中的漆葉凜華是小學一年級同班同學。
諫山 黃泉（聲優：水原薰）
8月17日生，RH+AB型血，獅子座。原作漫畫《食靈》中的重要角色。操縱靈獸鵺，同時在劍道方面被稱為神童，同時也有法術才能的天才。黃泉為土宮家分家——諫山家家主「諫山奈落」的養女。在神樂十歲母親死亡時，黃泉負責照顧她，並教導她法術與體術，對神樂來說像是姐姐一樣。後惡靈化，企圖復活不滅者並與其同化。最後以自己的靈魂，填補失去白叡獸而產生缺陷的神樂的靈魂，類似神樂與白叡的關係，也就是靈魂相連，但同時也能以靈體方式出現。
動畫《食靈·零》中的女主角之一，在很小的時候，親生父母被怨靈殺死，她被除靈師諫山奈落帶回家撫養，奈落對她視如己出，將諫山家世代相傳的傳家寶劍——獅子王和家族接班人的位置交給她。為報養父之恩，黃泉背負起驅魔師家族的沉重使命，她付出幾倍於常人的努力，終於成長為天才驅魔師。可是，平靜的幸福對於黃泉來說似乎像海市蜃樓一樣可望不可即，諫山奈落的弟弟諫山幽和其女諫山冥的家族叛逆將一切帶向毀滅的深淵。冥認為是黃泉奪走了原本屬於自己的一切，帶著對黃泉的憎恨接受了殺生石，殺掉了自己的伯父、黃泉的養父諫山奈落，而後一步步逼迫、羞辱黃泉，最終使得黃泉暴走，將其殺死。而黃泉自己也被殺生石的持有者三途河打得遍體鱗傷幾近喪命。從死亡線上掙扎過來的黃泉，失去了一隻眼睛，失去了聲音，失去了行為能力，同時也失去了作為驅魔師的資格。而後又進一步的失去了朋友、愛人、妹妹。黃泉終於跌進那無盡黑暗的深淵......
飯綱 紀之（聲優：高橋伸也）
心靈業界的情報屋，前對策室職員。戴著毛帽的長髮男性。攻擊力不高，但能操縱複數管狐進行情報收集和戰鬥。此外，飯綱本人也精通法術和封印術，豐富的知識與多彩多姿的技術結合成強大實力。無家可歸，過著露宿生活，還被危險人物追殺。眾人公認的變態。是黃泉的婚約者，很久以前就認識神樂，常被神樂揍飛。在不滅者事件後開始在劍輔等人就讀的學校打工。在漫畫47話因救黃泉而死，49話變為惡靈，成為黑之巫女黃泉的守護者，但在黃泉和神樂合為一體後消失。據紀之本人所說消失後成佛失敗，因此繼續以靈體狀態在人間徘徊，常跟劍輔 神樂 黃泉一同出現。
動畫《食靈·零》中因為父親擅自取消和黃泉的婚約，因此和父親斷絕關係，從對策室離職成為占卜師，所以才無家可歸。
帝 京子
對策室的職員。使用式神與法術戰鬥（利用帝釋天力量的雷系攻擊）。對策室室長的孫女，以土御門家為主體的陰陽道本家的少女。眼鏡少女。由於對策室人員不足，為了補充戰力而被叫來，但本人企圖趁著這個機會展現自己握為本家後繼者的實力（因此不願意輸給鬼童丸）。自尊心很高，在自己的式神被黃泉手下的鬼童丸打敗後還自己一個人跑去雪恥。目標超越神樂，同時也十分尊敬她。在劍輔提議消除神樂體內的白叡時也表示願意提供協助。比神樂和劍輔小一歲，進入他們的學校就讀。
帝 綜左衛門
對策室幹部，室長的孫兒，京子的兄長。
因年輕時因為自己的大意害死其父母，因此不想擁有任何搭檔一起除靈
不死子退休後接任室長。
也能使用式神來戰鬥。
瀧口 追儺
漫畫外傳追儺之章的主角。
對策室成員，綜左衛門的學妹、紀之的弟子,白女巫的守衛之一。
紀之傳授其棍棒術後，以長槍作為武器，能夠將任何靈力吸收後以長槍發射。
非常喜歡帝綜左衛門。
漫畫最後似乎答應了帝的求婚。
峰 不死子
本名為帝富士子。
對策室室長，本名為帝富士子（みかど ふじこ）。對策室室長。和關西之部室長為夫婦但分開居住。帝京子的祖母，能用靈力自由控制好幾個飛行道具作戰。頭髮為假髮，能從內部取出武器。在咒禁道襲擊對策室本部時被抓去充當情報來源。
四大天王
對策室各地區分部的下任室長候選人，實力驚人，但從沒說過姓名。
在咒禁到決戰及追殺黃泉一戰皆有參予，分別為兩男兩女。
其中一人曾輕鬆斬斷黑女巫護衛的一隻手，同時也是失手殺害飯綱紀之的元兇。
岩端 晃司（聲優：稻田徹）
對策室的老手，前傭兵。
外表粗壯，留著鬍子，有十字傷痕，疑似同性戀，對劍輔很有興趣。
臉上的傷痕是在對抗黃泉的行動中被鵺的蛇尾傷的，似乎沒有影響視力。
與《東京ESP》中的漆葉龍膽是表兄弟
神宮寺 菖蒲（聲優：相澤舞）
動畫版原創角色，對策室室長（屬掛名形式），為傷殘人士，輪椅內藏有武器。在動畫版中，2年後的她已經不是室長了。
二階堂 桐（聲優：土谷麻貴）
同上，對策室成員，菖蒲的秘書，做事冷靜，但有時神宮寺菖蒲會說他太冷淡。被黃泉襲擊受到重傷，過度驚嚇而導致失憶。智商退化到小孩子的程度。在動畫版中，2年後的她仍然無法擺脫恐懼。
櫻庭 一騎（聲優：白石稔）
同上，對策室成員，紀之的朋友，早期經常被紀之當作擋箭牌來推辭黃泉的邀約，最後因紀之下不了手傷害黃泉，被黃泉所殺。
納布兄弟（聲優：若本規夫）
非洲的巫師，為兩個同名的雙胞胎，之後，其中一位被黃泉所殺。另一位在漫畫第20話中替不死子擋子彈而死。

### 動畫版原創角色:  防衛省- 特殊戰鬥部隊第四課
動畫開播前宣發皆表示這是「特殊戰鬥部隊第四課」的故事，然而該小隊所有成員在第一集就全數退場，當時引起熱烈討論。
觀世 徹（聲優：前野智昭）
第一集的男主角。
內部通稱特務77。25歲、身高178cm、體重65kg，以前重要的人葵被三途河所操控，導致徹不得以得親手殺了葵，之後為了復仇而行動著，在一次任務中被黃泉斬喉而死。
春日 夏樹（聲優：喜多村英梨）
第一集的女主角。
內部通稱特務33。21歲、身高165cm、體重52kg，在一次任務中被黃泉斬頭而死。
進藤 正樹（聲優：柿原徹也）
內部通稱特務55。25歲、身高173cm、體重60kg，在一次任務中被黃泉斬斷右手後再從後方插背而死。
葛野 久遠（聲優：小山力也）
內部通稱特務11。35歲、身高193cm、體重98kg，在一次任務中被黃泉分屍。
和泉 麻美（聲優：矢作紗友里）
特務四課的操作員。18歲、身高148cm、體重39kg，在一次任務中被惡靈附身，先是殺了特戰四課的司令官金春霧也，之後開玩笑似的舉槍自殺。
金春 霧也（聲優：宮本充）
特戰四課的司令官。39歲、身高175cm、體重59kg，在一次任務中被惡靈附身的麻美一槍命中眉心而殉職。

### 禁咒道
忌野 靜流
禁咒道次期當主，操縱靈獸黑四駑。不只能夠操縱靈獸，也擅長體術與射擊。在企圖取得殺生石的同時，為了享受學生生活而轉入劍輔與神樂就讀的學校。常用姣好身材誘惑劍輔，企圖吸引他加入禁咒道（一半是為了惹神樂生氣）。出生後便是黑暗世界的居民，被囚禁在自己所居立場的責任感中。
為了得到九尾之力而收集殺生石，企圖取得神樂和劍輔所持有的殺生石，擅自和神樂與劍輔打賭誰能取得最多的殺生石。
組織受到剎那背叛，現在和劍輔等人一起行動。
九尾事件後與飯綱一同旅行，到處遊歷中。
當主
禁咒道宗家當主，靜流的父親。曾和峰不死子戰鬥。在內部分裂時被剎那所殺。
因害怕女兒的能力企圖暗殺剎那。
忌野 剎那
靜流的姐姐。殺害身為當主的父親而成為禁咒道當主。
至西藏處理事情時獲得看穿人心的"菩提之眼"。
在九尾暴走時，右手被化為粉塵。
目前與靜流的前任保鑣四處旅行當中。

### 惡靈與敵對勢力
諫山 黃泉
鬼童丸
黃泉手下的強力惡靈，用刀作為武器。殺人沒有任何遲疑，殺害方式相當殘忍。和京子對決時雙方都受了重傷，最後被白叡給吞噬。
三途河 和博（聲優：松元惠）
左眼埋著殺生石，也是給予黃泉殺生石的人。因此很多看畢動畫版的黃泉支持者也非常憎恨他。
生於使用巫蟲術的家系，同父母對策室海外派遣部隊成員，在紀錄上遇到飛機事故全家死亡。
事實為其為了讓母親復活，不顧父親的極力反對，甚至將其父親殺害。
最後被其母親所殺。

### 其它人物
諫山 奈落（聲優：麥人）
動畫版原創角色，諫山家現任當主，黃泉的養父。之後，被三途河操控的冥所殺害。
土宮 雅樂（聲優：小村哲生）
土宮家當主，神樂的父親，之後，被與殺生石結合化作惡靈的黃泉所殺害，但死前曾與女兒真正的好好談話。
諫山 幽（聲優：石森達幸）
動畫版原創角色，奈落的弟弟，逃避了對於退魔師的責任，對於兄長讓養女黃泉擔任下一任諫山家當主之位的決定感到不滿，並希望由女兒冥來接任。之後，被黃泉所殺。
諫山 冥（聲優：田中涼子）
動畫版原創角色，諫山幽的女兒，對於繼承當主之位的事情表現低調，但是內心還是希望繼承當主之位，和父親諫山幽一起計畫當主之位繼承之事。使用的武器為薙刀，作為退魔師也算很優秀。在一次任務中被三途河所殺且被操控，之後還殺害了自己的伯父諫山奈落，之後被黃泉所殺。
麥克小原（聲優：平松廣和）
製作武器的名匠，舞蹴拾貳號、打杯28號、舞蹴Revolution等，皆為其作品，負責對策室內退魔武器的保養與維護，在策室內的武器幾乎皆為其打造的。
僅穿兜檔布的古怪大叔，在街上偶然會被警察抓走，對武器的愛無人能及。
柳瀨 千鶴（聲優：堀川千華）
動畫版原創角色，神樂的同班同學，是游泳隊的，被神樂稱為『小柳』。
性格痛快、直接了當。特徵是馬尾髮型。
真鍋 美紅（聲優：升望）
動畫版原創角色，神樂的同班同學，是游泳隊的。
性格穩重大方、心胸開闊。
磯山 泉
九尾事件後從封鎖地區"奈落"的學校轉學至劍輔所屬學校的神秘少女。
有著與黃泉一模一樣的容顏，個性卻是完全相反（就連姓名發音與黃泉音近），十分的弱氣。戶籍經過岩端私下查證為實物，指紋資料與黃泉也不相同。
謎點甚多，雖然看不見弱靈體，不過有著相當的靈感應能力，靈力也相當的高，不擅運動，卻能使用舞蹴Revolution將人面魚一刀兩斷。
無意識地對神樂抱持執著。
曾以為自己是同性戀，不過因黃泉人格出現而令這疑問消弭。
原本在封鎖前的地區與父親兩人生活著。九尾事件後與父親失去連絡，在區公所援助的空房獨自生活。
故事結局時成為對策室的一員。

## 靈獸
白叡
被稱為狗神的靈獸。毛皮為白色，狗頭的長度有如龍一般，身體到處綁著鎖鏈。第15話時出現封印前的白叡，姿態和後來不同，在野獸的身體上長著兩個頭和兩條尾巴。由複數殺生石所產生，擁有遠超過一般惡靈的妖力，但被捕捉而用來作為對付惡靈的兵器，封印在神樂祖先的體內，稱為食靈計畫。後來白叡由土宮家當主代代相傳，神樂從父親處繼承白叡，父親之前是由神樂的母親繼承。封印者的靈魂和白叡綁在一起，白叡受傷時也會跟著受傷。另外肚子餓時會企圖破壞封印，必須不斷提供靈體作為食物。神樂和不滅者對戰陷入危機時企圖解除封印，封印因此受到損傷，成為白叡失控的契機。被神樂再次封印後變成兩個頭，威力也增強。九尾事件後變成小狗的模樣，宛如神樂的寵物，並且可自由出入宿主神樂的身體﹝宿主的身體就像是狗屋一般﹞，與劍輔的貍貓關係不錯，危急時會變回原先的模樣並且可以從尾巴取出劍使用。
暱稱小白。
鵺
寄宿在寶刀獅子王中的靈獸，稱其名亂紅蓮。外型為巨大的紅色獅子，尾巴為無數的蛇。在黃泉惡靈化後依然跟隨她。但似乎是認刀的擁有者為主人。
黑四駑
寄宿鐵刀的靈獸。靜流操縱時為於鯰的姿態。靜流靠著殺生石的力量而能自由操縱。
暱稱小黑。
水虎
忌野剎那操縱的靈獸，能夠操縱水。
管狐
飯綱紀之家族最常使用的小型靈獸。擁有高機動性，不易被發現。多次躲在他人身上讓紀之得以輕易追蹤他人。
在戰鬥時能夠像箭矢一樣高速貫穿敵人，或用於偵查，但非常脆弱。
在動畫版中，曾出現大量管狐，可見為數不少，但是需要經過繁殖生長才能夠用來戰鬥。
麒麟
和 白叡 相對的存在，黑色的靈獸，九尾 的另一個化身，爾後覆在阿修羅身上再度化為九尾。

## 登場妖怪
酒吞童子
於第1話登場。棄嬰的集合靈，外表為巨大的嬰兒。被白叡吞噬。
鐮鼬
於第2話登場。具有鋒利溝爪，速度敏捷。能夠乘風閃過白叡的攻擊，不過被劍輔砍成兩半。
火車
於第3話登場。是高速公路連續車輛起火的原因。坐在由馬拉著，車輪在燃燒的車子當中。本體額頭寫著「BURN」，馬的頭上寫著「HIGHWAY STAR」（兩者皆為深紫的樂曲名）。被神樂和京子聯手擊敗。在動畫中是屬於種類B的惡靈。
雪女
於第5話登場。在雪山引起雪崩，像是猩猩的妖怪。
付喪神
於第6話登場。被丟棄在東京灣掩埋場垃圾的集合體。煩惱中的劍輔變強的契機，被他砍成兩半。
天狗
於第9話登場。被稱為不滅者。根據黃泉所言，是掌管萬物的精靈，獨立於善惡和生死的觀念之外，如果用外國角度來看則是天使和惡魔。
由於無法消滅，數百年前就被封印住。根據飯綱所言，由於受到長年的封印，思考和靈力都已衰退，無法完全復活，只被解放上半身。被封印在日比谷公園中，不知為何說英語。額頭的角寫著「BOSS DEATH」。
榮螺鬼
於第13話登場。在海中死亡的人類靈魂的集合體，操縱幽靈船。吸收了沉在海底的殺生石，擁有驚異的回復能力。被劍輔的新武器打敗，殺生石落入對策室手中。
泥田坊
於第14話登場。操縱沙子和泥土，在雨天最能發揮本領。附身在因為交通事故被捲入土石流中而撿到殺生石的人類身上。被黑四駑的雷擊打倒，殺生石由靜流獲得。
屏風狸
於第16話登場。靈感強大的貴重生物。原本為一對狸，雌狸撿到殺生石而失控化為惡靈，能夠讀取人類的思考，並化身為對方最害怕的物品進行攻擊。雄狸為了阻止她殺人，化身為鐵盾阻擋攻擊。被雌狸攻擊的劍輔靠著雄狸協助取下了殺生石，但雌狸卻因此消滅。後來雄狸由對策室負責照顧。目前由劍輔照顧，黏他到被稱為劍輔的靈獸。
在漫畫最後一話中雌狸以靈魂樣貌出現和雄狸再度相會後沒有離開。
海月的火玉
於第17話登場。跳海自殺靈魂的聚合體，能用觸手麻痺對手。
神隱
於第22話登場。住在都市的孤寂感產生的浮遊靈。能把接近的人和礙眼的的東西變透明。相當稀有，接觸後能變透明，有效範圍只有在家中。偶然住在對策室的隱密居所，被劍輔等人發現，靠著它的能力躲過咒禁道的搜查。
朧車
於第23話登場。身體內能夠出現眼睛和嘴巴。被劍輔用舞蹴Revolution打敗。
轆轤首
於第25話登場。頭和身體分離，穿著西洋鎧，像是半人馬的妖怪。持有殺生石。
土蜘蛛
於動畫第4集登場。在動畫中是屬於種類B的惡靈。腳可自由伸長，在背部有長滿刺。
魍魎
於動畫第2集登場，附身防衛省某中隊死掉的隊員身上。在動畫中是屬於種類D的惡靈。
天井舔
於動畫第4集登場，趁人不在時舔食天花板上污垢的妖怪。在動畫中是屬於種類C的惡靈。
死靈
於動畫第4集登場，是由人類化作成惡靈的。在動畫中是屬於種類D。
山彥
於動畫第6集登場，為山神，又有做回音的意思，在退魔師攻擊時，會變成攻擊者的樣子，亦會吸收攻擊再反射回去，通訊障礙為其傑作。在動畫中是屬於種類B。

## 名詞解釋
舞蹴拾貳號
空壓式退魔居合刀。名匠麥克小原打造，會選擇使用者的退魔刀，劍輔最初的武器。能夠反映使用者的靈力變型。扣板機後刀身會靠著空壓順勢射出，能發揮平常三倍的威力，劍輔第一次使用時因為威力太強而肩骨脫臼。在與不滅者作戰時，無法承受劍輔靠著殺生石力量所強化的斬擊而損壞。
打杯28號
退魔式鐵拳。麥克小原製作的退魔武器，能靠著打擊給予惡靈傷害。外表為熨斗的形狀，附屬鎖鍊的前端有綁著類似插頭的分銅，也能夠給予靈體傷害。在新的刀完成之前，暫時作為劍輔的武器。
舞蹴Revolution
空壓式退魔刀。名匠麥克小原替劍輔打造的新刀。沒有對刀的愛，以及覺悟不足時無法拔劍。消耗的靈力比舞蹴拾貳號更多，威力十分強大。
環境省超自然災害對策室
通稱「對策室」。政府為了解決惡靈引起的現象所成立的機構。非正式機構，但成員被當作公務員看待。有本部「關東分部」與其他的「九州、四國分部」、「東北分部」、「北海道分部」、「關西分部」等等。由室長峰不死子與其他巨漢構成。
殺生石
封印著千年前被陰陽師打敗的九尾的靈魂的妖力結晶。埋在和博、黃泉和劍輔等人與妖怪的身體當中。埋在人體後能夠得到無限的妖力，但會有靈魂被侵蝕，自我和肉體毀滅成為惡靈的副作用。

## 出版書籍
食靈
| 冊數 | 角川書店       | 角川書店               | 台灣角川       | 台灣角川               |
| 冊數 | 發售日期       | ISBN                   | 發售日期       | ISBN                   |
| ---- | -------------- | ---------------------- | -------------- | ---------------------- |
| 1    | 2006年5月26日  | ISBN 4-04-713824-X     | 2006年10月27日 | ISBN 986-174-171-2     |
| 2    | 2006年7月26日  | ISBN 4-04-713836-3     | 2007年2月16日  | ISBN 978-986-174-273-5 |
| 3    | 2006年11月25日 | ISBN 4-04-713874-6     | 2007年7月5日   | ISBN 978-986-174-374-5 |
| 4    | 2007年4月26日  | ISBN 978-4-04-713915-2 | 2007年9月29日  | ISBN 978-986-174-459-9 |
| 5    | 2007年10月26日 | ISBN 978-4-04-713979-4 | 2008年5月23日  | ISBN 978-986-174-674-6 |
| 6    | 2008年4月26日  | ISBN 978-4-04-715046-1 | 2008年12月9日  | ISBN 978-986-174-912-9 |
| 7    | 2008年9月26日  | ISBN 978-4-04-715105-5 | 2009年4月21日  | ISBN 978-986-174-912-9 |
| 8    | 2008年10月25日 | ISBN 978-4-04-715116-1 | 2009年8月14日  | ISBN 978-986-237-237-1 |
| 9    | 2009年4月26日  | ISBN 978-4-04-715233-5 | 2009年12月18日 | ISBN 978-986-237-416-0 |
| 10   | 2009年8月26日  | ISBN 978-4-04-715284-7 | 2010年2月10日  | ISBN 978-986-237-525-9 |
| 11   | 2009年12月26日 | ISBN 978-4-04-715349-3 | 2010年5月21日  | ISBN 978-986-237-668-3 |
| 12   | 2010年7月26日  | ISBN 978-4-04-715449-0 | 2010年12月15日 | ISBN 978-986-237-954-7 |

食靈～追儺之章～
| 冊數 | 角川書店      | 角川書店               | 台灣角川      | 台灣角川               |
| 冊數 | 發售日期      | ISBN                   | 發售日期      | ISBN                   |
| ---- | ------------- | ---------------------- | ------------- | ---------------------- |
| 全   | 2008年9月26日 | ISBN 978-4-04-715104-8 | 2009年5月23日 | ISBN 978-986-237-114-5 |

食靈 0
- 食靈 0

收錄短篇版全3話及其設定等內容，為全員募資服務的非賣品。
- 食靈 0+

收錄短篇版全3話及人物設定、作者訪談跟隨筆插圖。
| 冊數 | 角川書店      | 角川書店               | 台灣角川      | 台灣角川               |
| 冊數 | 發售日期      | ISBN                   | 發售日期      | ISBN                   |
| ---- | ------------- | ---------------------- | ------------- | ---------------------- |
| 全   | 2010年7月26日 | ISBN 978-4-04-715509-1 | 2012年4月19日 | ISBN 978-986-287-080-8 |

## 電視動畫
標題為「食靈-零-」，2008年10月起在千葉電視台以及UHF局開始播放。 

### 動畫劇情概要
故事開始時土宮神樂的母親剛剛過世，父親為了繼承白叡必須到各地除靈無法分心照顧女兒神樂，於是諫山黃泉就向父親請命照顧土宮神樂。神樂因此開始跟黃泉住在一起。神樂得知黃泉的工作是兼職於國土環境省裡面的退魔師，專門負責清除惡靈。二年後神樂也加入了環境省做兼職。在與黃泉的朝夕相處中，姐妹之情日益加深，而黃泉和環境省的另一個同伴飯綱紀之在父母之命下訂了婚。 黃泉的表姐諫山冥素來對黃泉不滿，覺得黃泉奪走了本該屬於自己的地位。而其除靈過程中不幸被A級惡靈三途河和宏所殺，並被賜予殺生石復活，成為了惡靈。
以惡靈身份復活後的冥開始了自己的報復和奪權。不久，她便殺死諫山家當主（黃泉的養父），幫自己父親坐上當主之位，繼而剝奪了諫山黃泉的一切。冥對黃泉的嫉恨仍然沒有解除，她將失意的黃泉約在郊外，將殺害黃泉父親的事實告訴黃泉刺激黃泉，本想將憤怒的黃泉斬殺，卻不料反被黃泉殺死。此後，A級惡靈三途河和宏出現將黃泉打成重傷，全身神經幾乎全被切斷。受傷期間，黃泉受到環境省的質疑和調查，又被解除婚姻，未婚夫更是不見踪影，就連神樂也因為懷疑她而流著淚跑出了病房。失去了一切支柱的黃泉被三途河趁虛而入，植入殺生石，墮入了無底的深淵。 受殺生石的影響，黃泉無法控制自己開始到處殺戮。她不僅殺死近半的環境省隊員，還導致神樂的父親身負重傷，不治而逝。黃泉很快成為眾矢之的，各路除靈組織和環境省都開始對她進行追殺，就連未婚夫和神樂也必須加入追捕黃泉的行列。最終，諫山黃泉與繼承了土宮家靈獸白叡的土宮神樂終於展開了決戰。

### 製作人員
- 原作：瀨川初（「月刊少年Ace」連載）
- 導演：青木英
- 系列構成：高山克彥
- 人物設定、總作畫監督、人物監修：堀內修
- 企劃製作人：伊藤敦
- 動畫製作人：平松巨規、松嵜義之
- 道具設計：岡田萬衣子、江田惠一
- 怪物設計：栗田新一
- 美術監督：（Production-ai）
- 色彩設定：福谷直樹（STUDIO RONG）
- 攝影監督：森下成一（Studio Twinkle）
- 編輯：伊藤潤一（JAY FILM）
- 音響監督：鶴岡陽太（樂音舍）
- 音樂：上松範康（Elements Garden）
- 音樂製作：Lantis
- 動畫製作：Asread ＆ AIC Spirits
- 製作協力：Quaras
- 製作：[食靈-零-]製作委員會（角川書店、角川映畫、Klock Worx、Lantis）

### 配音人員
- 諫山黃泉：水原薰
- 土宮神樂：茅原實里
- 諌山冥：田中涼子
- 飯綱紀之：高橋伸也
- 神宮寺菖蒲：相澤舞
- 二階堂桐：土谷麻貴
- 櫻庭一騎：白石稔
- 巖端晃司：稻田徹
- 納布（兄）：若本規夫
- 納布（弟）：若本規夫
- 貳村劍輔：白石稔
- 麥克小原：平松廣和
- 觀世徹：前野智昭
- 春日夏樹：喜多村英梨
- 進藤正樹：柿原徹也
- 葛野久遠：小山力也
- 和泉麻美：矢作紗友里
- 金春桐殼：宮本充

### 主題曲
- 片頭曲：「Paradise Lost」

歌：茅原實里
作詞：畑亞貴、作曲：菊田大介、編曲：菊田大介
- 片尾曲：

歌：水原薰
作詞：畑亞貴、作曲：虹音、編曲：虹音
插入曲
- 〈Dark Side of the Light〉※第1話

歌：飛蘭
作詞：渡邊美佳、作曲：上松範康、編曲：上松範康
- 〈Unusual Days〉※第7話

歌：美鄉秋
作詞：畑亞貴、作曲∶黒須克彦、編曲∶黒須克彦
- ※第8話

歌：妖精帝國
作詞：yui、作曲/編曲：橘堯葉
- 〈Reincarnation〉※第12話

歌：yozuca*&飛蘭
作詞：上松範康 作曲/編曲：虹音

### 各話標題與劇情
| 話數 | 原文標題 | 中文標題   | 中文標題   | 劇本     | 分鏡          | 演出              | 作畫監督                                              | 劇情 |
| 話數 | 原文標題 | 臺灣       | 香港       | 劇本     | 分鏡          | 演出              | 作畫監督                                              | 劇情 |
| ---- | -------- | ---------- | ---------- | -------- | ------------- | ----------------- | ----------------------------------------------------- | --- |
| 1    |          | 葵之上     | 葵上       | 高山克彥 | 青木英        | 青木英            | 平山英嗣 岡田萬衣子 堀內修                            | 惡靈們在東京漫遊，防衛省特戰四課奉命前往消滅危害東京的惡靈，正當任務即將結束時，一位神秘的少女持劍沖進了他們的視野，瞬間殺死特戰四課所有成員。 |
| 2    |          | 恨意 流露  | 憎恨的流露 | 高山克彥 | 青木英        | 瀨藤健嗣          | 石本英治 河野悅隆                                     | 政府不得不求助於超自然災害對策室，意外發現令特戰四課全軍复沒的類型A正是前對策室成員、失踪的退魔師諫山黃泉。與此同時，對策室成員已經直接在街頭面對前同事諫山黃泉，巨大的實力差令對策室敗北，諫山黃泉追著其中兩位——飯綱紀之、土宮神樂進入了東京地下共同溝，巨大的靈獸捕獲了土宮神樂。 |
| 3    |          | 邂逅之初   | 邂逅之時   | 高山克彥 | 別所誠人      | 別所誠人          | 牧野龍一                                              | 土宮神樂難以置信的呼喚著諫山黃泉的名字，而黃泉卻猙獰的揮下了刀。故事轉為回憶模式。土宮神樂回憶起母親身亡後，與前來參加母親葬禮的諫山黃泉相識、相知、相愛的過去，自己是如何被黃泉收養、救贖。 |
| 4    |          | 職責所在   | 任務的大義 | 高山克彥 | 後藤圭二      | 後藤圭二          | 門之園惠美 小島智加 谷川亮介 後藤圭二                 | 跟隨黃泉加入對策室的神樂把和黃泉一起出任務當作是一件快樂的事，但愛護妹妹的黃泉深知神樂還不知道退魔師工作的殘酷性。一次黃泉和神樂攜手除掉一隻B級惡靈並解救了一名企圖自殺的女性，不久卻再次遇到了這名堅持自殺的女性化身為地鐵惡靈，危急時刻又趕上兩人的武器被拿去保養，幸虧神樂的父親土宮雅樂及時出現兩人才逃過一劫。 |
| 5    |          | 冥頑不靈   | 頑想       | 高山克彥 | 細田直人      | 細田直人          | 渡邊瑠璃子                                            | 黃泉與未婚夫飯綱紀之是家族聯姻，兩人平素互相看不上對方，一次兩人在對策室發生激烈的爭吵，體恤姐姐的神樂積極主動的和對策室的其他成員一起為諫山黃泉和飯綱紀之的和解出謀劃策，鬧出不少笑話，受到感動的黃泉和飯綱紀之和好，兩人之間萌生了奇妙的化學反應。 |
| 6    |          | 美麗的敵人 | 美敵       | 高山克彥 | 友田政晴      | 友田政晴          | 栗田新一 服部憲知                                     | 黃泉的叔父幽及堂姐冥對奈落收養黃泉並將寶刀、靈獸和家業傳給外人的行為十分嫉妒和不滿。同樣身為優秀的退魔師的冥因此被幕後黑手、殺生石持有者三途河和宏看作可以利用的對象。神樂所就讀的學校的保健老師也變成了惡靈，神樂無法毫不猶豫地殺掉人類變成的惡靈，還因此令同學誤解。 |
| 7    |          | 苛責連鎖   | 呵責連鎖   | 高山克彥 | 二瓶勇一      | 荒川真嗣 山口賴房 | 八頭美彌子 井口忠一                                   | 諫山冥接受殺生石，憑藉殺生石的力量殺害了伯父奈落。神樂忙於與同學和好，黃泉忙於與紀之約會，都不在奈落的身邊，直至悲劇發生。 |
| 8    |          | 復仇的去向 | 復仇的方向 | 高山克彥 | 林宏樹        | 玉田博            | 堤將生 輿石曉                                         | 由於養父奈落的死，心術不正的叔父諫山幽奪取了家業，並宣布剝奪黃泉繼承人的資格和寶刀獅子王。黃泉失去了物質上的所有、家人還有賴以為生的寶刀，卻安慰自己還有神樂不離不棄的在身邊。神樂睡著後，黃泉被冥約出，冥向黃泉和盤托出了自己的全部劣跡以及殺死奈落的過程，被徹底激怒的黃泉趁冥的殺生石失效時將惡靈化的冥殺死，因此成為了三途河的下一個目標，被三途河重創。 |
| 9    |          | 罪孽的螺旋 | 罪螺旋     | 高山克彥 | 青木英        | 高橋順            | 山本善哉 渡邊瑠璃子                                   | 全身癱瘓、聲帶受損、失去一隻眼睛的黃泉被送進醫院急救。對策室將無法辯駁的黃泉視作殺害養父和堂姐的重要嫌疑犯，飯綱紀之也對黃泉避而不見，父親更趕到醫院要求解除兒子與黃泉的婚約。黃泉唯一的精神支柱神樂卻也無法相信黃泉沒有殺人，徹底崩潰了的黃泉選擇接受三途河給予的殺生石，治好傷化身為A級惡靈，就此從醫院消失不見。 |
| 10   |          | 悲劇的內幕 | 悲劇的真相 | 高山克彥 | 林宏樹 青木英 | 友田政晴          | 石本英治 河野悦隆                                     | 黃泉得到殺生石的力量，潛回諫山宅邸為養父報仇，奪回了寶刀獅子王，殺死見利忘義的叔父諫山幽，然後召喚出惡靈與政府死鬥。黃泉和總算想通了要黃泉不要家族的飯綱紀之在共同溝的管道中相遇，僅存些許理智的黃泉挾持了同事、飯綱紀之的朋友櫻庭一騎，想迫使飯綱紀之殺了無法自控的自己，軟弱的飯綱紀之無法下手，黑化的黃泉臉上頓時濺滿了櫻庭一騎的血，對飯綱紀之失望透頂的黃泉轉身前去尋找神樂。 |
| 11   |          | 命運之亂   | 命運的迷惑 | 高山克彥 | 大槻敦史      | 大槻敦史          | 前田明壽                                              | 無法相信姐姐化身為惡靈的神樂還未從震驚中緩和過來，黃泉的刀就已經斬落，再次出現兩人面前的還是神樂的父親雅樂，他用降魔杵擊開了黃泉的刀，指責黃泉的墮落。黃泉和最強退魔師雅樂的交鋒卻不佔優勢，為了保護神樂，雅樂被黃泉所傷，黃泉趁機逃走。雅樂在病榻上和神樂終能父子正常的對話，並讓神樂繼承靈獸白叡，失去了自愈能力的雅樂傷重不治。與此同時，間歇性恢復理智的黃泉再次自殺未遂。隨即黃泉輕鬆幹掉了前來消滅自已的對策室室長神宮寺菖蒲、秘書二階堂桐等人。 |
| 12   |          | 祈禱的思慕 | 殷切期盼   | 高山克彥 | 青木英        | 青木英            | 牧野龍一 栗田新一 川村幸祐 河野悅隆 渡邊瑠璃子 堀内修 | 神樂找到了隱藏在密林中的黃泉，並向黃泉拔刀，卻受到黃泉的無情嘲諷。黃泉瘋狂的說出自己殺死諫山冥的事實、用雅樂之死挑釁神樂、並說自己最嫉妒也最討厭神樂，憤怒的神樂和黃泉互毆，神樂輕傷，被紀之救下。紀之告訴神樂，是黃泉找到他讓他殺死自己，他卻沒能做到。神樂明白了黃泉的意思，再一次找到了黃泉，告訴黃泉，不管怎樣，她最喜歡的姐姐都是黃泉。這一次，神樂的刀沒有猶豫，黃泉卻自己放棄了生的機會，任由神樂將降魔杵刺進了胸口。原來黃泉希望殺生石為她實現的願望竟然是保護神樂！連最愛的人都可以殺掉，徹底崩潰的神樂再也不介意殺死人類惡靈，她放出靈獸白叡不顧一切的吞噬掉世間的惡靈們。 |

### 播放電視台
日本深夜動畫：下文記載的日本国内播放時間使用日本標準時間（UTC+9）表示。因為部分時間标识會採用30小时制，因此請留意这类超过24:00的时间，其實際播放時間為翌日清晨。
| 播放電視台   | 播放期間                      | 播放時間                | 所屬聯播網 |
| ------------ | ----------------------------- | ----------------------- | ---------- |
| 千葉電視台   | 2008年10月5日 - 12月21日      | 週日24時00分 - 24時30分 | 獨立UHF系  |
| 埼玉電視台   | 2008年10月5日 - 12月21日      | 週日25時30分 - 26時00分 | 獨立UHF系  |
| 神奈川電視台 | 2008年10月6日 - 12月22日      | 週一25時15分 - 25時45分 | 獨立UHF系  |
| 京都放送     | 2008年10月6日 - 12月22日      | 週一25時30分 - 26時00分 | 獨立UHF系  |
| SUN電視台    | 2008年10月7日 - 12月23日      | 週二24時00分 - 24時30分 | 獨立UHF系  |
| TVQ九州放送  | 2008年10月7日 - 12月23日      | 週二25時53分 - 26時23分 | 東京電視網 |
| TOKYO MX     | 2008年10月8日 - 12月24日      | 週三25時30分 - 26時00分 | 獨立UHF系  |
| 愛知電視台   | 2008年10月8日 - 12月24日      | 週三25時58分 - 26時28分 | 東京電視網 |
| 北海道電視台 | 2008年10月10日 - 12月26日     | 週五26時30分 - 27時00分 | 東京電視網 |
| AT-X         | 2008年10月15日 - 2009年1月3日 | 週三10時00分 - 10時30分 | 付費電視   |

## 外部連結
- 食靈 （页面存档备份，存于） - 角川書店單行本網站（日語）
- 動畫版官方網站 （页面存档备份，存于）（日語）
- 動畫版官方網站（TOKYO MX） （页面存档备份，存于）（日語）